# 두뇌경찰
두뇌경찰(일본어: 頭脳警察 즈노케이사쓰[*])는 1970년대 활동했던 일본의 신좌익 펑크록밴드이다.

## 개요
일본의 신좌익 학생운동이 절정에 이르렀을 시기 결성된 록밴드로, 공산주의자동맹 적군파의 선언문 《세계혁명전쟁선언》에 곡을 붙여 발표하는 등 급진적인 가사와 과격한 라이브활동으로 알려져있다. 판매금지, 방송금지, 공연장 입장 차단 등 당시의 일화들이 전설로 회자되고 있다. '두뇌경찰'이라는 이름은 프랭크 자파의 곡 《Who are the Brain Police?》(Freak Out!)에서 따왔다.
사실 그들의 이미지와는 별개로 음악은 옛날 스타일의 로큰롤이나 발라드, 포크 등 다양한 장르를 일본어 록으로 소화했다. 또 미묘한 음악성을 가지고 있었으며 리더 판타의 지적, 문학적인 가사는 이들의 음악에 여러 가지 면모를 씌워주었다.
1970년 판타와 토시가 결성했다. 밴드의 목표는 '졸작이어도 좋으니 오리지날리티 가득한 곡을 사람들 앞에서 자신있게 연주하는 것'. 과격한 가사때문에 72년 1집은 판매금지. 2집의 세곡이 방송금지. 공연장에서 적군파의 선동연설 부분을 부르는 바람에 반체제 밴드로 불렸다.
75년에 해산해서 각자 솔로 프로젝트를 시작했다. 90년에 1년간 재결성해서 7집을 발매했다. 오기노메 요코가 코러스로 참여했다.
2001년에 재결성해서 1집을 재발매했다. 08년에 블루스 크리에이션과 함께 공연했다. 09년에 후지 록 페스티벌에 참여. 새 앨범 '俺たちに明日はない'도 발매. '다큐멘터리 두뇌경찰' 공개. 2010년 박스셋 '무관의 제왕' 발매.
일본의 음악가이자 영화배우인 우치다 유야는 두뇌경찰의 열렬한 팬으로, 자신이 각본,주연을 맡은 영화 《코믹 잡지 따위는 필요없어》의 제목은 두뇌경찰이 작사.작곡한 동명의 음악에서 가져온 것이다.

## 음반 목록
1. 頭脳警察1（1972年3月）
2. 頭脳警察セカンド（1972年5月）
3. 頭脳警察3（1972年10月）
4. 誕生（1973年3月）
5. 仮面劇のヒーローを告訴しろ（1973年7月）
6. 悪たれ小僧（1974年11月）
  1. 頭脳警察Live!（1975年）
7. 頭脳警察7（1990年11月21日）
  1. LIVE IN CAMP DRAKE（1991年2月21日）
8. 歓喜の歌（1991年5月21日）
9. 俺たちに明日はない（2009年11月6日）